# Sclerotiopsis piceana
Sclerotiopsis piceana är en svampart som först beskrevs av Petter Adolf Karsten, och fick sitt nu gällande namn av Died. 1912. Sclerotiopsis piceana ingår i släktet Sclerotiopsis, ordningen disksvampar, klassen Leotiomycetes, divisionen sporsäcksvampar och riket svampar.   Inga underarter finns listade i Catalogue of Life.